# Ay çöreği

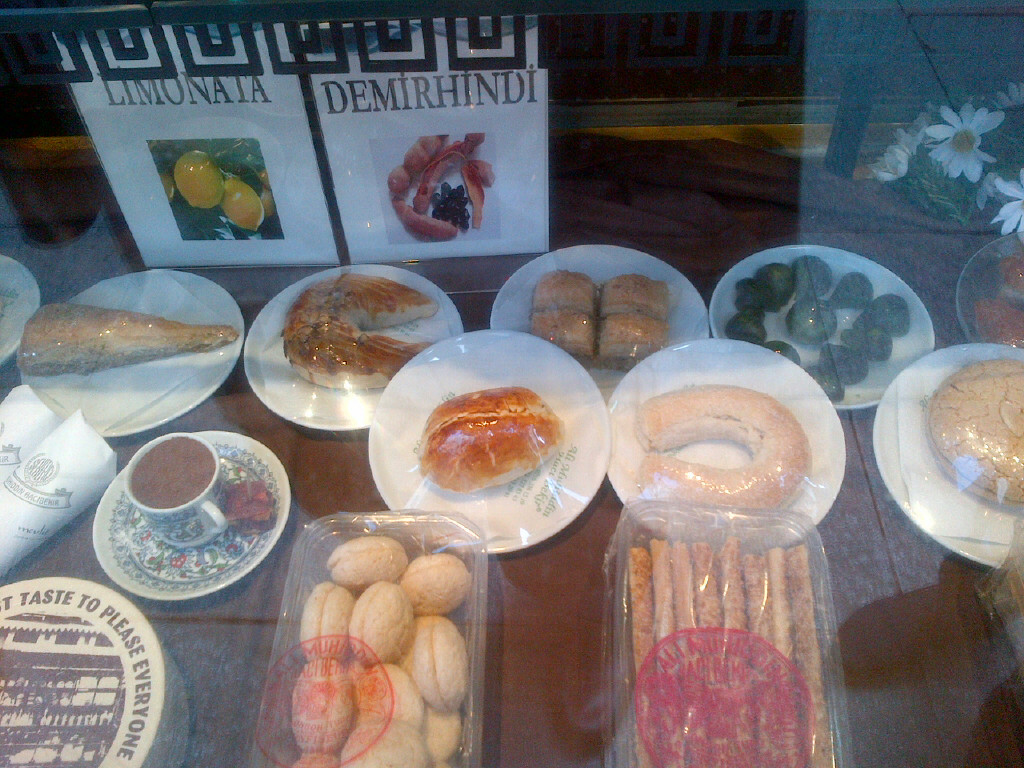
Ay çöreği (2 varietà nella foto) e altri prodotti tradizionali, dolci e salati, in una pasticceria turca a Istanbul

L'Ay çöreği (tr. dal turco: "Pane tondo di luna"") è un tipo di pane dolce turco tradizionale a forma di crescente o di mezzaluna, il quale si suppone abbia ispirato il croissant.

## Varietà
Realizzato con farina di grano tenero e con un ripieno di cacao, zucchero e altri ingredienti come uvetta, noci, mandorle o nocciole, ay çöreği è un pane dolce, simile a un kurabiye. Alcune ricette tradizionali includevano frutti di mahaleb, difficili da ottenere oggi. Esso viene aromatizzato quasi sempre con cannella, o talvolta anice.
Attualmente sono in commercio anche varietà salate ripiene con ingredienti come formaggio o spinaci.